# Florian Gosch
Florian Gosch (Wörschach, 16 de agosto de 1980) es un deportista austríaco que compitió en voleibol, en la modalidad de playa.
Ganó una medalla de plata en el Campeonato Europeo de Vóley Playa de 2009. Participó en dos Juegos Olímpicos de Verano, ocupando el quinto lugar en Pekín 2008 y el 17.º en Atenas 2004.

## Palmarés internacional
| Campeonato Europeo | Campeonato Europeo | Campeonato Europeo | Campeonato Europeo |
| Año                | Lugar              | Medalla            | Pareja             |
| ------------------ | ------------------ | ------------------ | ------------------ |
| 2009               | Sochi (Rusia)      | Medalla de plata   | Alexander Horst    |